# Lena Katharina Krause

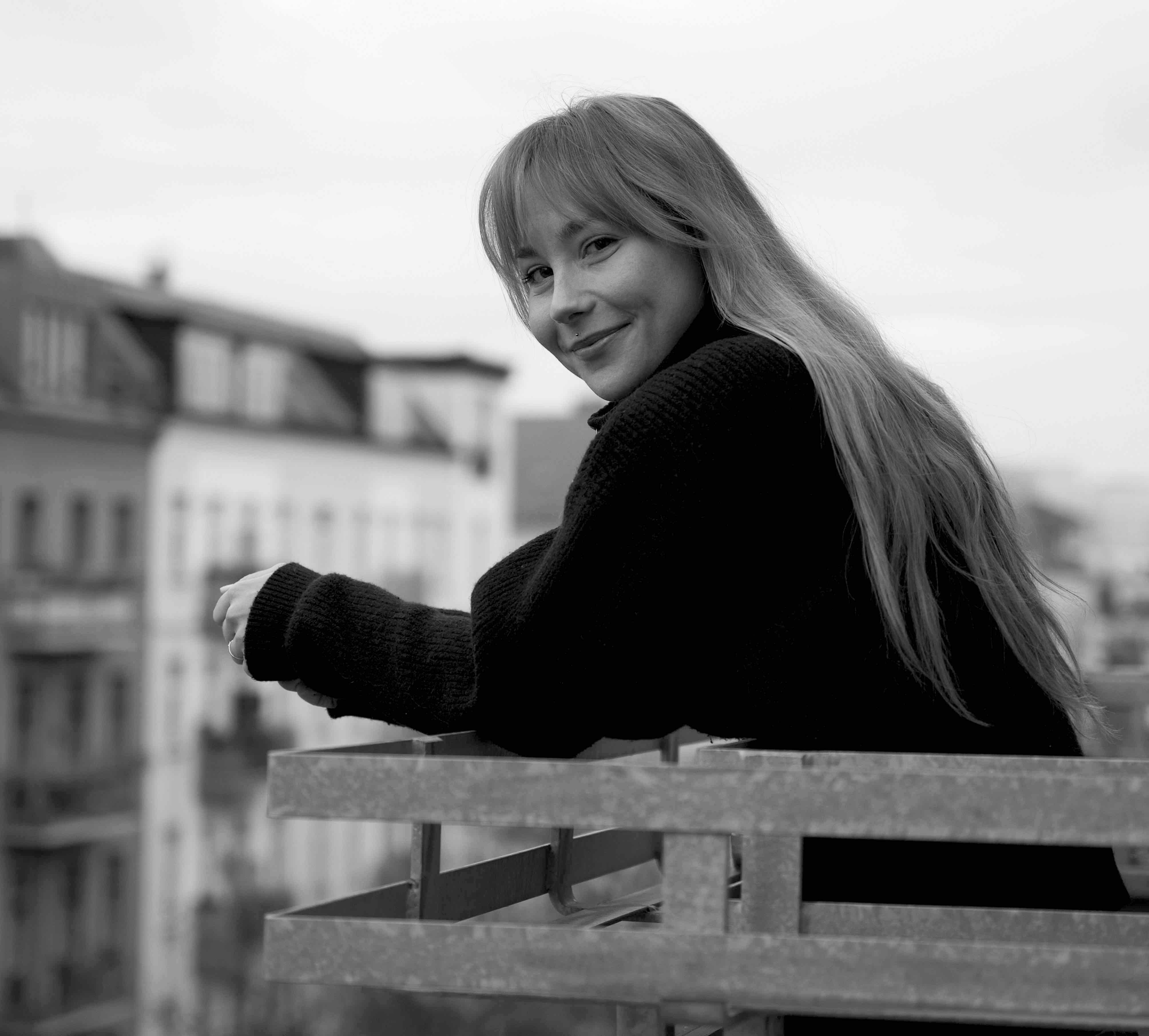
Lena Katharina Krause (2022)

Lena Katharina Krause (* 1991 in Münster) ist eine deutsche Kamerafrau.

## Leben und Wirken
Krause studierte von 2012 bis 2016 an der Dekra Hochschule für Medien in Berlin und schloss mit dem Bachelor of Arts ab. Während des Studiums war sie an einem Abschlussfilm der Vancouver Film School in Kanada als Standfotografin beteiligt. Studien an der Fachhochschule Dortmund im Fachbereich Film von 2017 bis 2018 und an der Hamburg Media School im Fachbereich Kamera von 2018 bis 2020 schloss sie jeweils mit dem Master of Arts ab.
Während des Studiums begann sie, als Kamerafrau, Kameraoperator und Kameraassistentin zu arbeiten. Parallel zu ihrer Kameraarbeit lehrt sie seit 2021 Visual Language Motion an der Design Factory International in Hamburg und schreibt Drehbücher.
Sie ist Vorstandsmitglied im Berufsverband Kinematografie (BVK) und im Women Cinematographers Network Cinematographinnen.

## Filmographie (Auswahl)
- 2019: Mall (Kurzspielfilm) – Regie: Jerry Hoffmann, uraufgeführt auf dem Filmfestival Max Ophüls Preis 2020[8]
- 2020: I AM (Kurzspielfilm) – Regie: Jerry Hoffmann, uraufgeführt auf dem Filmfestival Max Ophüls Preis 2021[9]
- 2022: Seeland – Ein Krimi vom Bodensee (TV-Film) – Regie: Holger Haase[10]
- 2024: Ein Fall für zwei (Fernsehserie)
  - Showbizz – Regie: Till Müller-Edenborn[11][12]
  - Das Gute im Menschen – Regie: Till Müller-Edenborn[11][12]
- 2024: Tatort: Der Fluch des Geldes
- 2024: Identität – Ein Krimi vom Bodensee (TV-Film) – Regie: Holger Haase[13]
- 2025: Tatort: Restschuld[14]